# Edmir Bilali
Pour les articles homonymes, voir Bilali.
Edmir Bilali (né le 29 août 1970 en Albanie) est un footballeur albanais, qui évoluait au poste de milieu de terrain, avant de devenir ensuite entraîneur.

## Biographie

### Carrière de joueur
Il joue deux matchs en Coupe de l'UEFA avec le club du FK Vllaznia.

## Palmarès
Vllaznia Shkodër
- Championnat d'Albanie (1) :
  - Champion : 1991-92.
  - Meilleur buteur : 1991-92 (21 buts).

- Supercoupe d'Albanie :
  - Finaliste : 1992.